# Aleksandr Griebieniuk
Aleksandr Wasiljewicz Griebieniuk (ros. Александр Васильевич Гребенюк; ur. 22 maja 1951 w Zielenokumsku, wówczas Woroncowo-Aleksandrowskoje) – reprezentujący Związek Socjalistycznych Republik Radzieckich lekkoatleta, który specjalizował się w dziesięcioboju.
W 1976 roku ukończył na 9. miejscu rywalizację wieloboistów podczas igrzysk olimpijskich w Montrealu osiągając wynik 7759 pkt. Dwa lata później został mistrzem Europy z dorobkiem 8337 pkt. Trzykrotnie zwyciężał w czempionacie Związku Radzieckiego. Rekord życiowy: 8400 pkt (3 lipca 1977, Ryga) – wynik ten otwierał w 1977 roku tabele światowe.